# Everardo Norões
 José Everardo Arraes de Alencar Norões  (Crato, Ceará 20 de março de 1944) é um escritor, poeta, contista, cronista e tradutor brasileiro. 

## Biografia
Radicado no Recife, ele tem nove livros publicados e poemas traduzidos para o espanhol, inglês, francês, italiano, catalão e quéchua. Foi finalista do 56º Prêmio Jabuti e vencedor do Prêmio Portugal Telecom de Literatura em 2014, na categoria contos e crônicas, pelo livro de contos Entre moscas.
Além disso, o autor organizou o volume Joaquim Cardozo: poesia completa e prosa (2010) e coorganizou o livro El Rio Hablador / O rio que fala: antologia da poesia peruana (2007). Como tradutor, verteu para o português versos do poeta mexicano Carlos Pellicer e do poeta italiano Emilio Coco.

## Obras

### Poesias
- Poemas argelinos (1981)
- Poemas (2000)
- A rua do padre inglês (2006)
- Retábulo de Jerônimo Bosch (2008)
- Poeiras na réstia (2010)
- W. B. & os dez caminhos da cruz (2012)
- Melhores Mangas (2016) [3]

### Crônicas
- Nas entrelinhas do mundo (2002), em co-autoria com Abelardo Baltar

### Contos
- O fabricante de histórias (2011)
- Entre moscas (2013)

## Prêmios
- Prêmio Arthur Engrácio (2011): por O fabricante de histórias
- Prêmio Portugal Telecom de Literatura, na categoria contos e crônicas (2014): por Entre moscas [4]
- Finalista do 56 º Prêmio Jabuti, na categoria contos e crônicas (2014): por Entre moscas